# Buchlov
Buchlov är en kulle i Tjeckien.   Den ligger i regionen Zlín, i den östra delen av landet, 240 km sydost om huvudstaden Prag. Toppen på Buchlov är 515 meter över havet, eller 96 meter över den omgivande terrängen. Bredden vid basen är 1,3 km.
Terrängen runt Buchlov är kuperad åt nordväst, men åt sydost är den platt.Runt Buchlov är det ganska tätbefolkat, med 179 invånare per kvadratkilometer. Närmaste större samhälle är Uherské Hradiště, 11,6 km öster om Buchlov. Trakten runt Buchlov består till största delen av jordbruksmark.